# 肖永升
肖永升，又名蕭永昇（1762年8月28日—1856年2月20日），字平齋，是一名祖籍湖南的四川富商，生于四川富顺縣童寺镇。肖永升因在家中排行第三，因此又名蕭三公或蕭三三。肖永升曾投资修建富顺文庙，他和李宗吾、羅跛三爺并称为“富顺三大奇人”。